# イエスハッピー!
イエスハッピー！は、2人組の女性アイドルグループである。略称はイエハピ、いえはぴ。旧名はYes Happy!(読みは同じ)。『ご当地アイドル殿堂入り』の称号を持つ。
関西を拠点に活動しているが、メンバーは共に島根県松江市の出身である。

## メンバー
| 名前   | 生年月日              | 血液型 | 出身地       | メンバーカラー | 愛称                           |
| ------ | --------------------- | ------ | ------------ | -------------- | ------------------------------ |
| さやか | 1988年9月10日（36歳） | B型    | 島根県松江市 | オレンジ       | さやち、さやちゃん、おさや     |
| こころ | 1988年7月11日（37歳） | A型    | 島根県松江市 | ライトピンク   | ここち、こっちゃん、ここちゃん |

## 概要
メンバー2人は出身地だけでなく、中学・高校（松江市立第一中学校→島根県立松江商業高等学校）も同じ。接点のない期間が多かったが、高校3年時の球技大会時に会話をしていた際、共にハロー!プロジェクトの大ファンであることが判明し、一気に交流が深まった。
高校卒業後、さやかが進学の為大阪に移住。アイドルを目指し、様々なオーディションを受けていたこころが、来阪時に頼ったことをきっかけに、同居生活が始まった。こころがさやかを誘うかたちで、2008年頃からユニット活動を開始。当初はショッピングモールなどで、アイドルソングやアニメソングのカバーを披露していた。
就職説明会をきっかけに、さやかがアップフロント関西と接点を持ち、2人ともがハロー!プロジェクト オフィシャルショップの大阪心斎橋店で勤務するようになる。2011年6月より、グループとして同事務所に所属し、2016年9月まで約5年間在籍していた。この期間も、ショップが日本橋に移転するまでは、店員として店に立つことがあった。
アップフロントグループの退社後、暫くはマネージャーの愛野と共にフリーランスで活動していたが、2017年1月以降は、主催ライブ時の社名が「ミケネコカンパニー」となっている（当時は2人以外の所属タレントはいなかったが現在は妹分としてミケネコガールズが所属している）。
2022年より、さやかはイクロー（ワタナベフラワー）、ガーヤマちゃん（千日前ゴールデンポップス／元放課後ボーイズ）とヒップホップユニット『朝練ガールズ』としても活動。
こころは児島真理奈（ミライスカート⁺）と共に『晴岩シスターズ』を結成。ハワイのハレイワをイメージして衣装はハワイアンテイストのアロハシャツやワンピースを着ている。こころは「ココナッツちゃん」、児島は「マリンちゃん」と別人の設定でごく稀に活動。
2023年12月26日、グループ名をアルファベット表記の「Yes Happy!」からカタカナ表記の「イエスハッピー！」に改名することを発表。アルファベット表記の字画数がかなりの凶数であり、改名によって運気を上げることが主な理由と語っている。

### エピソード
Yes Happy!というグループ名は、アイドル好きだったこころが、小学校の時に友人と結成したアイドル名に由来する。こころは、高校生の時にも友人とYes Happy!を名乗っている。2017年11月30日時点で、デビュー5年以上でメンバーの変動がない歴代アイドルユニットとしてはまなみのりさ（2007-）、Yes Happy!（2008-）、Chelip（2012-）の順で2番目であるが、前述により正式デビューでないものを含めると、さやかは3期生となる。
ハロー!プロジェクトの中でも、さやかは亀井絵里、こころは道重さゆみの大ファン。それぞれのイメージカラーも、亀井と道重に揃えたものである。

### 作詞
2014年7月に発表された『アニバーサリー』以降、殆どの作品でどちらかもしくは2人の共作というかたちで、メンバーが作詞を担当している（『カンパイソング』と『We are always happy!』では、マネージャーの愛野益巳が作詞を担当）。それ以前にも、初のオリジナル曲『Yes Happy Day!!!』等で、散発的には全てや一部で作詞を担当していた。
2013年7月から2016年9月まで並行して活動を行っていたLovelys!!!!でも、2人や愛野が作詞を担当した作品が複数存在し、2人が卒業した2016年10月以降も歌われ続けている。さやか・愛野は、外部グループへの提供も行っている。

## 略歴
2011年
- 6月、アップフロント関西に所属。
- 6月13日、アメーバブログで公式ブログを開始。
- 10月5日、Ustreamの「宮崎梨緒のゆーすとりーたん」に出演。以降不定期参加。
- 12月5日、「ハロプロトリビュートライブ」の第1回に、ショップ店員枠として出演。

2012年
- 8月13日、「Hello!girls!!」に出演した際に、オリジナル曲「Yes Happy Day!!!」を発表。
- 9月29日、「West Idol Festival Special」に出演した際に、オリジナル曲「Ne!」を発表。
- 10月25日、公式アカウントでTwitterを開始。
- 10月28日、公式ブログでのお知らせとして「～Yes Happy!CDリリースへの道～ 」と題した企画が発足。(2012年11月1日～2013年2月末日の期間中に、シリコンバンドを500本を完売すると、CDリリース及びCD発売イベントの開催が約束される)

2013年
- 1月14日、Hello！girls!公演の物販にてシリコンバンドが完売。
- 2月17日、1stミニアルバム「1st!!!」リリース
- 3月7日、CDリリース記念ライブ「Yes Happy! 1st!!!リリース記念ライブ～みんながここにいるんだもん～」開催。
- 3月22日、松江市観光大使に就任。
- 7月11日、ソロで活動していた宮崎梨緒とLovelys!!! を結成、以後2つのグループを兼任しての活動を行う。

2014年
- 4月14日、2ndミニアルバム「2nd!?」リリース。

2015年
- 4月22日、「磁石」「natural may good」が収録された、Lovelys!!!!の1stアルバム「Hello! girl!!」リリース。

2016年
- 4月25日、当日のライブをもって、こころが体調不良を理由にLovelys!!!!を休業し、Yes Happy!のみに専念。
- 9月25日、当日のライブをもって、既に休業していたこころを含め、共にLovelys!!!!を卒業。Yes Happy!のみの活動に戻る。
- 10月9日、当日のイベントにて、既にアップフロント関西を辞め、フリーとしての活動に移行していることを報告（マネージャーの愛野も、同時に事務所を離れている）。
- 11月28日、『ダーリン』をミュージックカードにてリリース。これを含めて3曲のミュージックカードを順次リリースし、三千枚（各千枚）の完売で、フルアルバムが制作されることも同日に発表

2017年
- 1月31日、新曲『カンパイソング』をミュージックカードにてリリース。
- 3月14日、新曲『理想的なラブソング』をミュージックカードにてリリース。
- 7月24日、当日のイベントにて、ミュージックカード計三千枚が完売。フルアルバムが正式に決定する。
- 9月25日、初のフルアルバム「Last Summer」リリース。
- 9月25日、26日、さやか、こころのLovelys!!!!卒業1周年を記念し、宮崎梨緒、八木沙季とともに、2日間限りのLovelys!!!!を再結成。大阪RUIDOにて、「Plutinum Live～いつでもここで待ってるよ～」（25日）、「同～明日へ～」（26日）を開催
- 11月19日、渋谷のRUIDO K2にて、初の東京ワンマンを開催。ほぼ満員の盛況で大成功を収める。

2018年
- 3月8日、シングル「ダンスリメンバ」リリース。
- 10月11日、シングル「ラブアンドピース！」リリース。
- 11月20日、シングル「TOMONIODORE!」リリース。

2019年
- 8月25日、シングル「Are You Happy?」リリース。

2021年
- 5月12日、アルバム「HOLIDAYS OF GIRLS」リリース。

2022年
- 6月8日、デビュー10周年を記念したアルバム「10th!!」リリース。
- 6月11日、アルバム「10th!!」のリリースを記念した「ココちゃんマリちゃんサンちゃんのサマージャックツアー」を大阪RUIDOからスタート(ミライスカート⁺との共催)。以後、鳥取（米子）、京都、東京（世田谷）、愛知（名古屋）、福岡、大阪にて開催。

2023年
- 7月7日、シングル「Show wa Disco」リリース。短冊CD35周年記念「短冊CDの日」企画参加作品。Yes Happy!初の8センチCDによるリリース。
- 9月10日、「Yes Happy! TOUR 2023 START LINE」をOSAKA RUIDOからスタート。以後、東京(青山)、島根(松江)、福岡、愛知(名古屋)、福岡、大阪にて開催。
- 12月26日、「Yes Happy! TOUR 2023 START LINE」FINALをBIG CATにて開催。ライブ中に「Yes Happy!」から「イエスハッピー！」への改名を発表。

2024年
- 1月24日、日経社歌コンテストにてKOKOPELI賞受賞（紀の国住宅株式会社の「紀の国Yeah！」を歌い株式会社ガハハと共同制作したもの）。
- 2月3日、台北國際動漫節2024のICHIBAN JAPAN日本館にてココちゃんマリちゃんサンちゃんとしてイエハピ初の海外進出をし、２日間に渡りステージを成功させる。
- 2月21日、朝練ガールズとのスプリットシングル「SHI.MA.NE x A.NI.KI」リリース。前作に続き8センチCDによるリリース。
- 4月10日、radiotalkにて「ねるらじミニ！」を配信開始。youtube主体でやっていたねるラジだが、編集作業に時間をかけず簡単に投稿できるradiotalkにて配信を開始した。
- 4月18日、ミケネコショップとは別のイエスハッピー！が取り扱う商品を販売するためにSABATORA SHOP(BASE)を開店（店長はさやかの愛猫ミヨ）
- 7月27日、「ワタナベ、朝練しようぜ！イエス！」をLIVE SQUARE 2nd LINEからスタート。以後、島根（松江）、兵庫（神戸）にて開催。
- 9月7日、ココちゃんマリちゃんサンちゃんの宝探しツアー！を広島（プレイベント）からスタート。以後、京都、鳥取、大阪、福岡、愛知、東京、ファイナルを京都。9/7～2/11（5ヵ月間）毎月各地でツアーライブを行う。また、決起集会として8/18に神戸アゲハベースにてイベントを行う。

2025年
- 2月10日、未来フェス＆ツアーファイナル前夜祭〜ミラスカ10thスーパーベストなアルバムリリースします！〜にて新曲（仮名）スシハッピー！を披露
- 2月11日、ココちゃんマリちゃんサンちゃんの宝探しツアーファイナルを迎える。最後に沖縄での宝探しツアー追加公演の発表を行った。
- 3月3日、新曲を(仮名)スシハッピー！から「friendship」と命名したことを発表した。
- 5月3日、『ココちゃんマリちゃんサンちゃんの #ゴミーゴの日』にココマリサンちゃんの大航海ツアーを発表。(香川、広島、沖縄、大阪で公演を行う）
- 7月11日、『ウチらが揃えば最強じゃん？！-こころバースデーライブ-』にてONIGAWARAによる楽曲提供をサプライズ発表。

## ハロー!プロジェクトとの関係
2016年9月まで所属していたアップフロント関西と、ハロー!プロジェクトが所属するアップフロントプロモーションは、供にアップフロントグループ傘下ではあるものの、別会社である為、アーティスト同士の関係性は希薄である。しかし、以下のような形ではハロー！プロジェクトの関係を持ちながら活動を行っていた。
- ハロー!プロジェクトオフィシャルショップにおいて、公式生写真やTシャツが販売される事があった（主に大阪心斎橋店）。
- イベントやライブでハロー!プロジェクトの曲を歌唱する事がある。
- ハロー!プロジェクトの公式ムックハロー!チャンネルに掲載された事がある。
- 1stミニアルバム「1st」がハロー！プロジェクト オフィシャルショップ モール店にて販売されていた。

## 出演

### テレビ
- 8時です！生放送!!（2012年9月11日、J:COM）
- 8時です！生放送!!（2012年11月27日、J:COM）
- ぽじポジたまご（2013年1月18日、KBS京都）
- KANSAI IDOL LEAGUE（Kawaiian TV、2016年11月21日 - ）
- ライバラ！（2024年8月11日、BSよしもと［7月16日になんばYES THEATERで公開収録］）

### ラジオ
- 自由ほんぽーおしゃべり本舗（2013年1月22日、山陰放送）
- 夕刊DARA+（2013年1月22日、DARAZ FM）
- ティンラジ（2013年1月26日、山陰放送）
- 梅田SWING！ （2013年2月1日、SORA×NIWA）
- 堀江政生のほりナビ!!（2013年3月6日、ABCラジオ）
- 谷五郎の笑って暮らそう（2024年2月6日、ラジオ関西）
- maido@station（2024年2月19日、YES-fm）
- ラピスモーニング(2024年7月28日、ラジオ関西)
- 水曜Clip(2025年4月30日、ラジオ関西)［朝練ガールズ・さやかのみ］

### Web
- 宮崎梨緒のゆーすとりーたん （2011年11月5日 - 2012年9月26日 、Ustream）-不定期
- Yes Happy!のユーストリーム(仮称) （2012年10月31日 - 、Ustream）
- 西日本ハンハーガー協会Presents YabUstreamZ スペシャル 真野恵里菜を語り尽くせ!!!」 （2013年2月6日、Ustream)

## ディスコグラフィ

### アルバム
| 枚 | リリース      | タイトル          | 収録曲 | レコードNo: | 備 考                                                                                   |
| -- | ------------- | ----------------- | --- | ----------- | --------------------------------------------------------------------------------------- |
| 1  | 2017年9月25日 | Last Summer       | 1. 理想的なラブソング 2. ダーリン 3. GO!GO!夏のフラガールズ! 4. カンパイソング 5. We are always happy! 6. Dance with me 7. last summer 8. Good Bye My Friend 9. 今日という日                                                                                  | MRYH-001    | Lovelysのアルバム「RioSaki」と同日発売 Dance with meの振付は元キャラメル☆リボンの吉仲葵 |
| 2  | 2021年5月12日 | HOLIDAYS OF GIRLS | 1. Holidays of Girls 2. Enjoy! 3. RADIO STAR 4. ラブアンドピース! (Holiday ver.) 5. ベストフレンド! 6. ハローグッバイ 7. ダンスリメンバ 8. 断トツ年上 9. NIGHT CRUISING 10. ポラロイド 11. Are You Happy? 12. イエスハッピーハンバーグのうた 13. はじまりの日 | MRYH-006    |                                                                                         |
| 3  | 2022年6月8日  | 10th!!            | 1. Candy boy 2. 最愛 3. HAPPY TOGETHER 4. ココちゃんサンちゃんサンキューサンバ 5. サウナウナ 6. 月が照らすように 7. RECALL 8. Show wa Disco 9. シューマイギョーザ 10. キミの声と虹 11. ビューティフルデイズ 12. 幸せの形。                                    | MRYH-007    |                                                                                         |

### ミニアルバム
| 枚 | リリース      | タイトル | 収録曲                                                                | レコードNo: | 備 考                              |
| -- | ------------- | -------- | --------------------------------------------------------------------- | ----------- | ---------------------------------- |
| 1  | 2013年2月17日 | 1st!!!   | 1. Yes Happy Day!!! 2. Ne! 3. ひこうき雲                              | UFKYH-001   | Yes Happy Day!!!の作詞はYes Happy! |
| 2  | 2014年4月14日 | 2nd!?    | 1. Wonder! 2. マドンナソング 3. 相逢傘～だんだん Ver.～ 4. 雨の城下町 | UFKYH-003   | 相逢傘は一部Yes Happy!が作詞       |

### シングル
| 枚 | リリース       | タイトル                     | 収録曲 | レコードNo: | 備 考 |
| -- | -------------- | ---------------------------- | --- | ----------- | ----- |
| 1  | 2013年9月30日  | 相逢傘～だんだんバージョン～ | 1. 相逢傘～だんだんバージョン～ 2. 相逢傘～アコスティックバージョン～ 3. 相逢傘 Instrumental                                                             | UFKYH-002   |       |
| 2  | 2018年3月8日   | ダンスリメンバ               | 1. ダンスリメンバ 2. DA-TTE 3. キミと2人 | MRYH-002    |       |
| 3  | 2018年10月11日 | ラブアンドピース!            | 1. ラブアンドピース! 2. シェキシェキベイビー 3. バイバイ 4. ラブアンドピース! Instrumental 5. シェキシェキベイビー Instrumental 6. バイバイ Instrumental | MRYH-003    |       |
| 4  | 2018年11月20日 | TOMONIODORE!                 | 1. TOMONIODORE! 2. 夜行逃亡 3. 恋の方程式 4. TOMONIODORE! Instrumental 5. 夜行逃亡 Instrumental 6. 恋の方程式 Instrumental                               | MRYH-004    |       |
| 5  | 2019年8月25日  | Are You Happy?               | 1. Are You Happy? 2. never mind 3. キミラシック | MRYH-005    |       |
| 6  | 2023年7月7日   | Show wa Disco                | 1. Show wa Disco 2. だから笑っていて 3. Show wa Disco (オリジナルカラオケ) 4. ひみつのトラック                                                           | SBTR-001    |       |

### スプリットシングル
| 枚 | リリース      | タイトル            | 収録曲                                                                             | レコードNo: | 備 考 |
| -- | ------------- | ------------------- | ---------------------------------------------------------------------------------- | ----------- | ----- |
| 1  | 2024年2月21日 | SHI.MA.NE x A.NI.KI | 1. SHI.MA.NE / イエスハッピー！ 2. A.NI.KI / 朝練ガールズ 3. 恋香楼 / 朝練ガールズ | GBNN-002    | 完売  |

### ミュージックカード
| 枚 | リリース       | タイトル           | 収録曲                                                   | 備 考                      |
| -- | -------------- | ------------------ | -------------------------------------------------------- | -------------------------- |
| 1  | 2016年11月28日 | ダーリン           | 1. ダーリン 2. ダーリン Instrumental                     | 作詞はさやか               |
| 2  | 2017年1月30日  | カンパイソング     | 1. カンパイソング 2. カンパイソング Instrumental         | 作詞は愛野益巳（ラブリー） |
| 3  | 2017年3月14日  | 理想的なラブソング | 1. 理想的なラブソング 2. 理想的なラブソング Instrumental | 作詞はこころ               |

### ダウンロードフォトカード
| 枚 | リリース      | タイトル       | 収録曲                               | 備 考                                                                 |
| -- | ------------- | -------------- | ------------------------------------ | --------------------------------------------------------------------- |
| 1  | 2024年1月17日 | 愛マシマシーン | 1. 愛マシマシーン / イエスハッピー！ | スワンスワンズのあかりが振付担当 （初披露から数回はイエハピ考案振付） |

### 他のオリジナル曲
- natural may good（作詞はさやか）
- 磁石（作詞はこころ）

共にLovelys!!!!のフルアルバム『Hello! girl!!』に収録。
未商品化
- アニバーサリー（作詞はさやか）

Lovelys!!!!としての音源は、フルアルバム『Hello! girl!!』に収録済。
- 汗かけナイスガイ
- 君を想う（作詞はYes Happy!）
- ライバル（作詞はこころ）

### 楽曲一覧
※初披露順
| 楽曲名                               | 発表年 | 初音源化     | 作詞                 | 作曲               |
| ------------------------------------ | ------ | ------------ | -------------------- | ------------------ |
| Yes Happy Day!!!                     | 2012年 | 2013年       | Yes Happy!           | ポテロック         |
| Ne!                                  | 2012年 | 2013年       | 原田豪登             | 原田豪登           |
| ひこうきぐも                         | 2012年 | 2013年       | 平地孝次             | 平地孝次           |
| 相逢傘                               | 2013年 | 2013年       | 原田豪登、Yes Happy! | 原田豪登           |
| マドンナソング                       | 2013年 | 2014年       | 愛野益巳（ラブリー） | 石田竜平           |
| Wonder!                              | 2013年 | 2014年       | 平地孝次、Yes Happy! | 平地孝次           |
| 雨の城下町                           | 2014年 | 2014年       | 平地孝次、Yes Happy! | 平地孝次           |
| 汗かけナイスガイ                     | 2014年 | ×            |                      | 石田竜平           |
| アニバーサリー                       | 2014年 | 2015年       | さやか               | 原田豪登           |
| 磁石                                 | 2014年 | 2015年       | こころ               | 平地孝次           |
| natural may good                     | 2015年 | 2015年       | さやか               | 正垣和則           |
| 君を想う                             | 2015年 | ×            | Yes Happy!           | 平地孝次           |
| ライバル                             | 2016年 | ×            | こころ               | 石田竜平           |
| ダーリン                             | 2016年 | 2016年       | さやか               | 正垣和則           |
| カンパイソング                       | 2017年 | 2017年       | 愛野益巳（ラブリー） | 正垣和則           |
| 理想的なラブソング                   | 2017年 | 2017年       | こころ               | 正垣和則           |
| Good Bye My Friend                   | 2017年 | 2017年       | さやか               | 正垣和則           |
| We are always happy!                 | 2017年 | 2017年       | 愛野益巳（ラブリー） | 正垣和則           |
| GO!GO!夏のフラガールズ!              | 2017年 | 2017年       | 徳田憲治             | 寺井孝太           |
| Dance with me                        | 2017年 | 2017年       | こころ               | 中垣沢正           |
| 今日という日                         | 2017年 | 2017年       | 愛野益巳（ラブリー） | 正垣和則           |
| last summer                          | 2017年 | 2017年       | さやか               | 藤村佑樹           |
| キミと２人                           | 2017年 | 2018年       | こころ               | 正垣和則           |
| ダンスリメンバ                       | 2018年 | 2018年       | 寺井孝太             | 寺井孝太           |
| DA-TTE                               | 2018年 | 2018年       | さやか               | 正垣和則           |
| ラブアンドピース!                    |        | 2018年       | さやか               | 藤村佑樹           |
| シェキシェキベイビー                 |        | 2018年       | さやか               | 藤村佑樹           |
| バイバイ                             |        | 2018年       | さやか               | 藤村佑樹           |
| TOMONIODORE!                         |        | 2018年       | 愛野益巳（ラブリー） | 正垣和則           |
| 夜行逃亡                             |        | 2018年       | りりかる＊ことぱぉ   | りりかる＊ことぱぉ |
| 恋の方程式                           |        | 2018年       | こころ               | 正垣和則           |
| Are You Happy?                       |        | 2019年       | さやか               | 藤村佑樹           |
| never mind                           |        | 2019年       | イクロー             | イクロー           |
| キミラシック                         |        | 2019年       | 寺井孝太             | 寺井孝太           |
| Holidays of Girls                    |        | 2021年       | ー                   | 藤村佑樹           |
| Enjoy!                               |        | 2021年       | さやか               | 藤村佑樹           |
| RADIO STAR                           |        | 2021年       | 藤村佑樹             | 藤村佑樹           |
| ベストフレンド!                      |        | 2021年       | こころ               | 藤村佑樹           |
| ハローグッバイ                       |        | 2021年       | さやか               | zero-rock          |
| 断トツ年上                           |        | 2021年       | イクロー             | イクロー           |
| NIGHT CRUISING                       |        | 2021年       | 藤村佑樹             | 藤村佑樹           |
| ポラロイド                           |        | 2021年       | りりかる＊ことぱぉ   | りりかる＊ことぱぉ |
| イエスハッピーハンバーグのうた       |        | 2021年       | さやか               | 藤村佑樹           |
| はじまりの日                         |        | 2021年       | Yes Happy!           | 藤村佑樹           |
| ランランラフロード!!                 |        | 2021年       | イクロー             | イクロー           |
| Candy boy                            |        | 2022年       | ポテロック           | ポテロック         |
| 最愛                                 |        | 2022年       | りりかる＊ことぱぉ   | りりかる＊ことぱぉ |
| HAPPY TOGETHER                       |        | 2022年       | 愛野益巳（ラブリー） | 正垣和則           |
| ココちゃんサンちゃんサンキューサンバ |        | 2022年       | イクロー             | イクロー           |
| サウナウナ                           |        | 2022年       | 徳田憲治・さやか     | 徳田憲治           |
| 月が照らすように                     |        | 2022年       | こころ               | zero-rock          |
| RECALL                               |        | 2022年       | さやか               | 平地孝次           |
| Show wa Disco                        |        | 2022年       | さやか・石田竜平     | 石田竜平           |
| シューマイギョーザ                   |        | 2022年       | クマガイタツロウ     | クマガイタツロウ   |
| キミの声と虹                         |        | 2022年       | こころ               | 原田豪登           |
| ビューティフルデイズ                 |        | 2022年       | 寺井孝太             | 寺井孝太           |
| 幸せの形。                           |        | 2022年       | さやか               | 藤村佑樹           |
| だから笑っていて                     |        | 2023年       | こころ               | こころ             |
| スタートライン                       | 2023年 | ー           | さやか               | 藤村佑樹           |
| SHI.MA.NE                            | 2023年 | 2024年       | イクロー             | イクロー           |
| mellow you                           | 2023年 | ー           | 宝船温泉/琴江        | 宝船温泉/琴江      |
| ワイのトス＆バッティング             | 2023年 | 2023年(CD-R) | イクロー             | イクロー           |
| ワイトバの!ごっついのかっとばすぜ    | 2023年 | 2023年(CD-R) | イクロー             | イクロー           |
| 愛マシマシーン                       | 2024年 | 2024年(DL版) | さやか               | 藤村佑樹           |
| たかつきけやきパーク                 | 2024年 | ー           |                      | 德田憲治           |
| friendship (仮名時：スシハッピー！)  | 2025年 | ー           | さやか               |                    |
| 和菓子deカッポレ                     | 2025年 | ー           | 德田憲治             | 德田憲治           |
| 週末旅行女子                         | 2025年 |              | 德田憲治             | 德田憲治           |

### 外部提供（作詞）
さやか
Lovelys（発表当時は在籍）
- プラチナ
- 渚のヤケド
- 明日へ

POPUP
- START!
- 君と僕
- 夏恋

CHOCO★MILQ
- キミトノミライ

カラフルスクリーム
- my color

jubilee jubilee
- バレーコード

こころ
Lovelys（発表当時は在籍）
- 世界中が幸せであるように

愛野益巳 ※マネージャー
Lovelys（発表当時は担当マネージャー）
- いちばん大事なこと
- OH YEAH

POPUP
- アツイキモチ

### 外部楽曲参加（歌唱）
さやか
　ビスケットブラザーズ単独ライブ「あらやだ！ビッグババン♡ ~それならこっちも赤はは～ん♡~」
　にて、ワタナベフラワーのイクロ―が提供した楽曲に参加（2025/5/2、なんばグランド花月公演）